# Héauville
Héauville is een gemeente in het Franse departement Manche (regio Normandië) en telt 374 inwoners (2004). De plaats maakt deel uit van het arrondissement Cherbourg-Octeville.

## Geografie
De oppervlakte van Héauville bedraagt 10,8 km², de bevolkingsdichtheid is 34,6 inwoners per km².
De onderstaande kaart toont de ligging van Héauville met de belangrijkste infrastructuur en aangrenzende gemeenten.

## Demografie
Onderstaande figuur toont het verloop van het inwonertal (bron: INSEE-tellingen).

1. ↑  Populations de référence 2022.